# Langnasige Rinderlaus
Die Langnasige Rinderlaus (Linognathus vituli) ist eine beim Hausrind vorkommende Echte Tierlaus. Sie ist die häufigste Laus bei Rindern, neben ihr kommen beim Lausbefall des Rindes noch die Kurznasige Rinderlaus (Haematopinus eurysternus) und die Kleine blaue Rinderlaus (Solenopotes capillatus) vor. In Europa kommen Rinderläuse in etwa 40 % der Bestände vor. Häufig treten Mischinfektionen mit dem Haarling Bovicola bovis auf. Die Läuse sind streng wirtsspezifisch, andere Tierarten oder der Mensch werden also nicht befallen. Da die Wildform des Hausrindes, der Auerochse, ausgestorben ist, kommt die Langnasige Rinderlaus ausschließlich beim Hausrind vor. Die Erstbeschreibung durch Carl von Linné basierte auf einem Exemplar von einem schwedischen Hausrind. Dieses Typexemplar ist jedoch verloren gegangen. Es wurden ein männlicher Neotyp und Paraneotypen bestimmt, die aus Heidelberg stammen und in der Zoologischen Sammlung der Universität Heidelberg hinterlegt sind.

## Merkmale
Die Langnasige Rinderlaus ist bläulich-schwarz gefärbt und bis zu 2,5 mm lang. Sie hat weder Augen noch Augenhöcker. Das zweite und dritte Beinpaar sind kräftiger als das erste und enden jeweils in einer kräftigen Kralle, die mit einem Fortsatz an der Tibia (Tibialdaumen) zum Festhalten an den Haaren dient. Die Sternalplatte ist gering entwickelt oder fehlt. Pro Hinterleibssegment sind zwei Borstenreihen ausgebildet. Da der Parasit der einzige Vertreter der Gattung bei Rindern ist, ist die Gattungsdiagnose bereits ausreichend. Von anderen Linognathus-Arten unterscheidet sich die Langnasige Rinderlaus durch ihren relativ langen, vorn spitz-konischen Kopf und einen sklerotisierten Haken am Gonopodium der Weibchen.

## Lebenszyklus
Die Langnasige Rinderlaus befällt vorzugsweise Rinder bis zu einem Alter von drei Jahren. Ältere Tiere besitzen meist Antikörper gegen die Speichelantigene, so dass eine Teilimmunität entsteht. Die Langnasige Rinderlaus tritt meist in dichtgepackten Gruppen am Wirt auf. Der Parasit sucht meist die Kopf- und Halsregion oder den Triel auf. Das Weibchen klebt seine weißlichen, weichschaligen Eier an Haare am Bauch, an der Brust oder an den Innenseiten der Gliedmaßen, im Herbst an der Schwanzwurzel und am Hodensack. Aus den Eiern schlüpft nach etwa einer Woche das erste Nymphenstadium und innerhalb von ein bis zwei Wochen entstehen über zwei weitere Nymphenstadien die Adulten (erwachsenen Läuse). Ein Weibchen legt bis zu vier Eier am Tag, insgesamt in ihrem Leben bis zu 80. Die Lebenserwartung des Parasiten beträgt einen Monat, außerhalb des Wirts überlebt er nur drei Tage. Die Übertragung auf andere Tiere findet durch direkten Körperkontakt statt, aber auch durch Rollbürsten und Pflegeutensilien. Die Schadwirkung entsteht vor allem durch den Juckreiz und Hautreizung und die damit verbundene Beunruhigung des Tieres. Wirtschaftlich spielen die Minderung der Mast- und Milchleistung sowie Lederschäden eine Rolle.